# Мазури (Хидринська сільська рада)
Мазури (біл. Мазуры) — село в Білорусі, у Кобринському районі Берестейської області. Орган місцевого самоврядування — Хидринська сільська рада.

## Історія
За даними українського націоналістичного підпілля, у 1946 році, коли в школі Мазурів розпочалося навчання білоруською мовою, діти намагалися бойкотувати білоруську мову, заявляючи викладачам, що вони українці, а не білоруси.

## Населення
За переписом населення Білорусі 2009 року чисельність населення села становило 278 осіб.